# 1582
1582 (MDLXXXII)  fue un año común comenzado en lunes del calendario juliano, y un año común comenzado en viernes en el calendario gregoriano proléptico. 
Este año vio el comienzo de la instauración del calendario gregoriano, cuando la bula papal conocida como Inter Gravissimas lo introdujo, siendo adoptado desde el principio por España, Portugal, la República de las Dos Naciones (Lituania y Polonia) y la mayor parte de la Italia actual. En estos países, el año continuó con normalidad hasta el jueves 4 de octubre. Sin embargo, el día siguiente se convirtió en viernes 15 de octubre (como un año común comenzado en viernes). Se eliminaron 10 días para contrarrestar el desfase del calendario juliano. Se podría decir que los días comprendidos entre ambas fechas nunca existieron. En Francia (dos meses más tarde), y valle del Misisipí (Estados Unidos), al domingo 9 de diciembre juliano le siguió el lunes 20 de diciembre gregoriano. Varios países siguieron usando el calendario juliano, e hicieron el cambio años más tarde. Inglaterra no lo aceptó hasta 1752, y la conversión completa al calendario gregoriano no se terminaría hasta 1929.

## Acontecimientos
- 24 de febrero: el papa Gregorio XIII adopta el calendario gregoriano.
- 23 de marzo: en Datong (China), 350 km al oeste de Pekín, se registra un terremoto de magnitud 5  en la escala sismológica de Richter. Se desconoce el número de víctimas.
- 2 de abril: en Bolivia un terremoto destruye la ciudad de Ancuancu.
- 1 de mayo: en Pozzuoli 40°48′N 14°12′E / 40.8, 14.2, unos 15 km al oeste de Nápoles (Italia) sucede un terremoto de magnitud 5,1  en la escala Richter.
- 26 de julio: en aguas de la isla Terceira (Azores) se libra la Batalla de la Isla Terceira entre una escuadra española al mando de don Álvaro de Bazán, y otra escuadra francesa al mando del almirante Philippe Strozzi, terminando con victoria para los españoles. Esta fue la primera batalla naval de la Historia en la que participaron galeones de guerra.

## Arte y literatura
- En España se termina la construcción del monasterio de El Escorial, bajo la dirección de Juan de Herrera.
- En España, no hubo aniversario XI de la Batalla de Lepanto, pues el que hubiera sido domingo 7 de octubre se convirtió en domingo 17. Una referencia en El Quijote (que el Día de San Juan de 1614 hubiera sido viernes)[2] probablemente sea una sutil protesta de Cervantes a la Reforma Gregoriana del calendario.

## Ciencia y tecnología
- Giordano Bruno: Compendio y complemento del arte de Lulio.

## Fallecimientos
- 2 de julio: Akechi Mitsuhide,  samurái japonés del período Sengoku (n. 1528).
- 11 de diciembre: Fernando Álvarez de Toledo, militar y político español, tercer Duque de Alba (n. 1507).
- 4 de octubre: Santa Teresa de Jesús, religiosa española (n. 1515).